# McDonnell Douglas C-9
McDonnell Douglas C-9 – amerykańska, wojskowa wersja pasażerskiego samolotu McDonnell Douglas DC-9 wykorzystywana jako maszyna ewakuacji medycznej - C-9A Nightingale, do przewozu ważnych osobistości - VC-9C oraz jako maszyna transportowa wykorzystywana przez United States Navy i United States Marine Corps - C-9B Skytrain II.

## Historia

### C-9A Nightingale
W 1963 roku biuro Sekretarza obrony Stanów Zjednoczonych zleciło rozpoczęcie prac nad modernizacją floty samolotów przeznaczonych do ewakuacji medycznej i znalezienia maszyny mogącej zastąpić używane wówczas do tego typu zadań samoloty Convair C-131 Samaritan. Nowy samolot miał zdecydowanie przewyższać swoimi osiągami tłokowy C-131 i być zdolnym do prowadzenia działań o zasięgu globalnym. Początkowo brane były pod uwagę konstrukcje DC-9 oraz Fokker F27, a w późniejszym okresie również Boeing 737. F27 pomimo atrakcyjnej ceny nie spełniał tych wymagań i szybko przestał się liczyć jako potencjalny kandydat. Pod koniec 1966 roku formalnie ogłoszono rozpoczęcie programu CX-2, mającego na celu pozyskanie samolotu ewakuacji medycznej. Maszyna miała charakteryzować się możliwością operowania z lotnisk o ubogiej lub żadnej infrastrukturze lotniskowej i być zdolna do działań w trudnych warunkach klimatycznych, charakteryzujących się bardzo wysoką wilgotnością i temperaturą powietrza, co miało związek z intensywnym zaangażowaniem Stanów Zjednoczonych w konflikt w Wietnamie. Maszyna miała też osiągać prędkość przelotową rzędu 900 km/h lub więcej, maksymalny pułap lotu rzędu 9000 - 10500 m i zasięg 3700 km. Samolot miał być zdolny do przyjęcie na pokład 40 pacjentów ambulatoryjnych lub 30 na noszach. 31 sierpnia 1967 roku zwycięzcą ogłoszono maszynę DC-9. Wstępnie zamówiono osiem samolotów. Maszyna otrzymała nazwę własną Nightingale, na cześć Florence Nightingale, angielskiej pielęgniarki, która stworzyła podstawy nowoczesnego pielęgniarstwa. Do celów ewakuacji medycznej przebudowano pasażerskie DC-9-32. Wstawiono nowe, duże drzwi o szerokości 3,45 m z rampą hydrauliczną ułatwiającą załadunek pacjenta na noszach. Wnętrze przystosowano do przewozu 40 pacjentów ambulatoryjnych, mogących lecieć w pozycji siedzącej oraz 40 pacjentów na noszach. Dodano przedział intensywnej terapii oraz niezbędne wyposażenie, takie jak kuchenka i toalety. 17 czerwca 1968 roku, w zakładach McDonnell Douglas w Long Beach w Kalifornii, miała miejsce uroczystość roll-out gotowego egzemplarza C-9A. 10 sierpnia tego samego roku, pierwszy z zamówionych samolotów o numerze 67-22584, za sterami którego siedział generał Howell Marion Estes Jr, dowódca Military Airlift Command, wylądował w Scott Air Force Base. Ostatni z przyjętych do linii 21 C-9A trafił do służby w lutym 1973 roku. Maszyny służyły w siłach powietrznych do 2005 roku, kiedy to został wycofany ostatni z samolotów.

### VC-9C
Wykorzystywana do przewozu ważnych osobistości przez US Air Force wersja samolotu DC-9-32. Trzy maszyny tego typu, wyposażone w wojskowe systemy łączności oraz identyfikacji, dostarczono w 1975 roku. W 1977 roku zmieniono ich oznaczenie na C-9C. Samolot mógł przewozić na swoim pokładzie kilku głównych pasażerów, którzy mieli do swojej dyspozycji kabinę typu „salonka” oraz 40 osób im towarzyszących. Maszyna dysponowała zasięgiem wynoszącym 2775 km.

### C-9B Skytrain II
Siedemnaście pasażersko-towarowych samolotów przeznaczonych dla dywizjonów wsparcia logistycznego US Navy, dwa z nich przekazano na potrzeby US Marine Corps. Maszyny zbudowano w oparciu o płatowce DC-9-32/-40. Wyposażono je w urządzenia zapewniające całkowite uniezależnienie od infrastruktury lotniskowej. Zwiększono zasięg samolotów wyposażając je w dodatkowy zbiornik paliwa umieszczony w dolnej ładowni.

### Pozostali użytkownicy
Wersja DC-9-32 z wyposażeniem kabiny przystosowanym do przewozu ważnych osobistości wykorzystywana była również przez lotnictwo wojskowe Kuwejtu (dwa samoloty oznaczone jako C-9K) i Włoskie Siły Powietrzne, również dwa egzemplarze.